# ماندي ووكر
ماندي ووكر (بالإنجليزية: Mandy Walker)‏ هي مصورة سينمائية أسترالية، ولدت في 1963 في Bundoora ‏ في أستراليا.

## وصلات خارجية
- ماندي ووكر على موقع IMDb (الإنجليزية)
- ماندي ووكر على موقع ألو سيني (الفرنسية)
- ماندي ووكر على موقع أول موفي (الإنجليزية)
- ماندي ووكر على موقع بوكس أوفيس موجو (الإنجليزية)
- ماندي ووكر على موقع قاعدة بيانات الأفلام السويدية (السويدية)
- ماندي ووكر على موقع قاعدة بيانات الفيلم (الإنجليزية)
- ماندي ووكر على موقع كينوبويسك (الروسية)